# Renage
Renage és un municipi francès situat al departament de la Isèra i a la regió d'Alvèrnia-Roine-Alps. L'any 2007 tenia 3.641 habitants.

## Demografia

### Població
El 2007 la població de fet de Renage era de 3.641 persones. Hi havia 1.428 famílies de les quals 388 eren unipersonals (204 homes vivint sols i 184 dones vivint soles), 356 parelles sense fills, 552 parelles amb fills i 132 famílies monoparentals amb fills.
La població ha evolucionat segons el següent gràfic:
Habitants censats

### Habitatges
El 2007 hi havia 1.550 habitatges, 1.451 eren l'habitatge principal de la família, 10 eren segones residències i 89 estaven desocupats. 898 eren cases i 644 eren apartaments. Dels 1.451 habitatges principals, 841 estaven ocupats pels seus propietaris, 582 estaven llogats i ocupats pels llogaters i 28 estaven cedits a títol gratuït; 40 tenien una cambra, 129 en tenien dues, 300 en tenien tres, 438 en tenien quatre i 544 en tenien cinc o més. 918 habitatges disposaven pel capbaix d'una plaça de pàrquing. A 641 habitatges hi havia un automòbil i a 641 n'hi havia dos o més.

### Piràmide de població
La piràmide de població per edats i sexe el 2009 era:
| Homes | Edats   | Dones |
| ----- | ------- | ----- |
| 0     | 95 o +  | 0     |
| 0     | 90 a 94 | 4     |
| 8     | 85 a 89 | 24    |
| 16    | 80 a 84 | 36    |
| 56    | 75 a 79 | 52    |
| 44    | 70 a 74 | 56    |
| 92    | 65 a 69 | 60    |
| 68    | 60 a 64 | 48    |
| 104   | 55 a 59 | 124   |
| 128   | 50 a 54 | 148   |
| 88    | 45 a 49 | 80    |
| 140   | 40 a 44 | 144   |
| 108   | 35 a 39 | 112   |
| 132   | 30 a 34 | 92    |
| 140   | 25 a 29 | 108   |
| 104   | 20 a 24 | 112   |
| 148   | 15 a 19 | 116   |
| 128   | 10 a 14 | 112   |
| 108   | 5 a 9   | 100   |
| 80    | 0 a 4   | 100   |

## Economia
El 2007 la població en edat de treballar era de 2.374 persones, 1.758 eren actives i 616 eren inactives. De les 1.758 persones actives 1.623 estaven ocupades (902 homes i 721 dones) i 135 estaven aturades (48 homes i 87 dones). De les 616 persones inactives 170 estaven jubilades, 181 estaven estudiant i 265 estaven classificades com a «altres inactius».

### Ingressos
El 2009 a Renage hi havia 1.506 unitats fiscals que integraven 3.795 persones, la mediana anual d'ingressos fiscals per persona era de 16.994 €.

### Activitats econòmiques
Dels 170 establiments que hi havia el 2007, 2 eren d'empreses extractives, 2 d'empreses alimentàries, 2 d'empreses de fabricació de material elèctric, 14 d'empreses de fabricació d'altres productes industrials, 41 d'empreses de construcció, 35 d'empreses de comerç i reparació d'automòbils, 13 d'empreses de transport, 8 d'empreses d'hostatgeria i restauració, 2 d'empreses d'informació i comunicació, 4 d'empreses financeres, 5 d'empreses immobiliàries, 18 d'empreses de serveis, 15 d'entitats de l'administració pública i 9 d'empreses classificades com a «altres activitats de serveis».
Dels 50 establiments de servei als particulars que hi havia el 2009, 1 era una oficina de correu, 6 tallers de reparació d'automòbils i de material agrícola, 1 taller d'inspecció tècnica de vehicles, 5 paletes, 7 guixaires pintors, 10 fusteries, 6 lampisteries, 4 electricistes, 1 empresa de construcció, 4 perruqueries, 4 restaurants i 1 saló de bellesa.
Dels 11 establiments comercials que hi havia el 2009, 1 era un supermercat, 1 una botiga de menys de 120 m², 2 fleques, 1 una carnisseria, 1 una llibreria, 1 un drogueria, 1 una perfumeria i 3 floristeries.
L'any 2000 a Renage hi havia 13 explotacions agrícoles que ocupaven un total de 170 hectàrees.

## Equipaments sanitaris i escolars
Els 2 equipaments sanitaris que hi havia el 2009 eren farmàcies.
El 2009 hi havia 1 escola maternal i 1 escola elemental.

## Poblacions més properes
El següent diagrama mostra les poblacions més properes.